# Pigmei

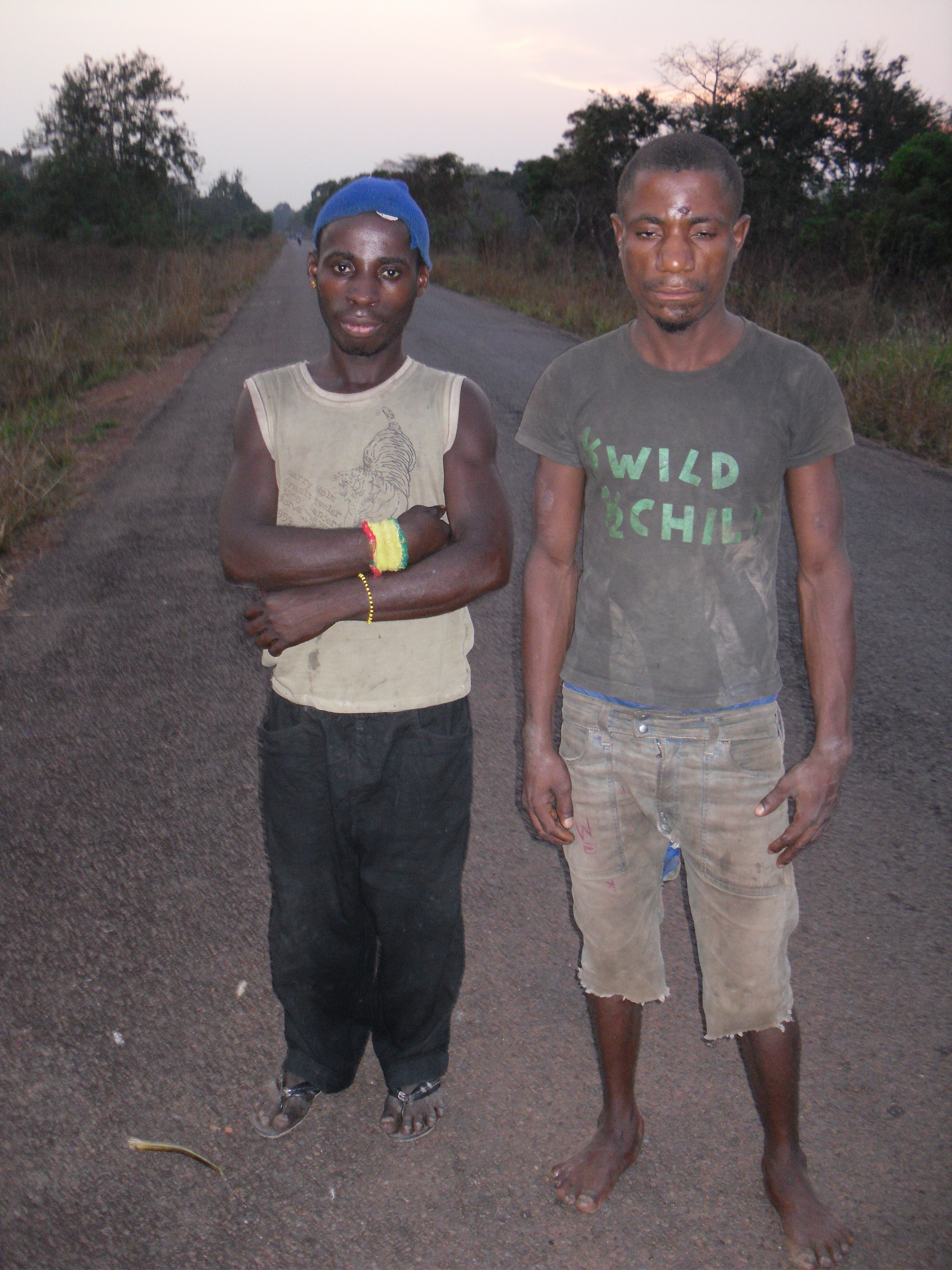

Pigmeii trăiesc în Africa Centrală și se caracterizează prin faptul că, la vârsta adultă, nu depășesc înălțimea de 1,50 m. Pot fi întâlniți în grupuri etnice din Republica Democratică Congo, Republica Congo, Rwanda, Burundi, Uganda, Camerun, Guineea Ecuatorială, Gabon, Angola, Botswana, Namibia, Zambia, Republica Centrafricană. Cei mai mulți sunt vânători-culegători.
Se estimează că în Congo ar trăi circa 600.000 de pigmei. S-a estimat că un număr total de aproximativ 900.000 de pigmei trăiesc în pădurile din Africa centrală. Aflându-se printre primii locuitori ai teritoriului Congo de astăzi, pigmeii trăiesc în pădurile din nord-estul țării, ducând o existență bazată pe vânat. Unealta principală folosită la vânat este arcul, săgețile având vârful de fier. Fierul este luat de la populațiile care îi înconjoară, iar focul este cărat cu ei tot timpul.

## Grupe de pigmei
- Aka (Republica Central Africană, Republica Congo)
- Baka (Camerun, Gabon, Republica Congo)
- Bakola (Camerun)
- Babenzelé
- Babongo (Gabon, Republica Congo)
- Binga
- Gyelli (Camerun)
- Bambuti (Republica Democratică Congo)
- Tswa
- Twa sau Batwa (Rwanda, Burundi, Republica Democratică Congo, Uganda)
- Wochua

## Pigmei asiatici
Câteva populații de culoare neagră din Malaezia, Filipine, Tailanda, Micronezia și Melanezia poartă numele de pigmei, de asemenea, datorită asemănării fizice cu pigmeii africani, deși nu sunt înrudiți din punct de vedere etnic. Numele dat de spanioli a fost cel de negrito, ceea ce înseamnă „negru mic”.

## Origini
Studii mai vechi despre statura pigmeilor aratau că există posibilitatea ca aceasta să se datoreze adaptării la nivelul scăzut de lumină și radiații ultraviolete din pădurile tropicale. Totuși această teorie a fost abandonată, neexistând suficiente dovezi că ar fi posibil așa ceva. 
Toate teoriile acceptate ca plauzibile în prezent sunt însă de acord că principala cauză este lipsa calciului, fie că este vorba de o adaptare la mediu, fie o consecință a acesteia. Conform Tratatului de Fiziologie Guyton statura mică a pigmeilor se datoreaza lipsei genei ce codifică somatomedina (o proteină de dimensiuni mici) implicată în procesul de creștere, fiind unul dintre principalii factori de potențare a efectului hormonului de creștere.